# Psychotria berryi
Psychotria berryi är en måreväxtart som beskrevs av Wingf.. Psychotria berryi ingår i släktet Psychotria och familjen måreväxter. Inga underarter finns listade i Catalogue of Life.